# Nicolò Cherubin
Nicolò Cherubin (né le 2 décembre 1986 à Vicence) est un footballeur italien. Il évolue au poste de défenseur latéral gauche.

## Biographie
À l'issue de la saison 2010-2011, Nicolò Cherubin compte à son actif un total de 17 matchs en Serie A et 84 matchs en Serie B.

## Clubs successifs
- 2003-2007 : AS Cittadella  (49 matchs, 2 buts)
- 2007-2008 : Reggina Calcio  (6 matchs, 0 but)
- 2008-2008 : US Avellino  (8 matchs, 0 but)
- 2008-2010 : AS Cittadella  (76 matchs, 1 but)
- 2014-2017 : Bologne FC  (12 matchs, 0 but)
  - 2014-2016 : Atalanta Bergame (prêt)[1]